# Serie A 1971-1972 (rugby a 15)
La serie A 1971-72 fu il 42º campionato nazionale italiano di rugby a 15 di prima divisione.
Si tenne dal 10 ottobre 1971 al 4 giugno 1972 tra 12 squadre a girone unico e vide il terzo scudetto, assoluto e consecutivo, del Petrarca che, ancora una volta, prevalse sul CUS Genova, classificatosi per il secondo anno a seguire alla piazza d'onore.
Le due promosse dalla serie inferiore, Bologna e Brescia, retrocedettero di nuovo a fine stagione.

## Squadre partecipanti
- L’Aquila
- Bologna
- Brescia (sponsorizzata Columbia)
- CUS Genova
- CUS Roma (sponsorizzata Intercontinentale)
- Fiamme Oro (Padova)

- Frascati (sponsorizzata Cumini)
- Parma
- Petrarca
- Rugby Roma
- Rovigo (sponsorizzata Tosimobili)
- Treviso (sponsorizzata Metalcrom)

## Risultati
|      | 1ª/12ª giornata       |       |
| ---- | --------------------- | ----- |
| 0-6  | Bologna - Rugby Roma  | 0-38  |
| 8-6  | Treviso - Brescia     | 12-9  |
| 9-7  | Frascati - Rovigo     | 3-6   |
| 0-7  | CUS Roma - CUS Genova | 0-4   |
| 9-10 | L'Aquila - Petrarca   | 10-27 |
| 7-16 | Parma - Fiamme Oro    | 0-20  |
|      |                       |       |

|       | 4ª/15ª giornata       |      |
| ----- | --------------------- | ---- |
| 9-13  | Treviso - Petrarca    | 6-29 |
| 4-6   | Brescia - CUS Roma    | 10-6 |
| 20-6  | Fiamme Oro - Bologna  | 16-0 |
| 15-16 | L'Aquila - CUS Genova | 6-7  |
| 15-4  | Parma - Frascati      | 7-31 |
| 15-7  | Rovigo - Rugby Roma   | 9-16 |
|       |                       |      |

|      | 7ª/18ª giornata       |      |
| ---- | --------------------- | ---- |
| 3-3  | Brescia - Petrarca    | 0-28 |
| 16-3 | CUS Genova - Rovigo   | 4-7  |
| 6-0  | Frascati - Rugby Roma | 3-3  |
| 0-0  | Fiamme Oro - Treviso  | 12-6 |
| 6-7  | CUS Roma - Parma      | 0-4  |
| 24-0 | L'Aquila - Bologna    | 8-0  |
|      |                       |      |

|      | 10ª/21ª giornata      |      |
| ---- | --------------------- | ---- |
| 6-4  | Treviso - Parma       | 0-0  |
| 13-3 | Brescia - L'Aquila    | 0-6  |
| 10-3 | Frascati - CUS Genova | 4-9  |
| 18-6 | Fiamme Oro - CUS Roma | 12-0 |
| 3-11 | Rugby Roma - Petrarca | 0-20 |
| 11-0 | Rovigo - Bologna      | 33-3 |

|      | 2ª/13ª giornata      |      |
| ---- | -------------------- | ---- |
| 3-15 | Brescia - Fiamme Oro | 0-9  |
| 24-3 | CUS Genova - Bologna | 25-6 |
| 9-3  | CUS Roma - L'Aquila  | 9-9  |
| 12-3 | Parma - Rugby Roma   | 6-19 |
| 9-3  | Rovigo - Treviso     | 9-0  |
| 29-3 | Petrarca - Frascati  | 3-13 |
|      |                      |      |

|       | 5ª/16ª giornata         |      |
| ----- | ----------------------- | ---- |
| 10-3  | Treviso - Rugby Roma    | 8-3  |
| 11-15 | Brescia - Parma         | 6-4  |
| 6-0   | CUS Genova - Fiamme Oro | 4-3  |
| 7-6   | Frascati - L'Aquila     | 7-49 |
| 7-3   | CUS Roma - Bologna      | 17-0 |
| 30-12 | Petrarca - Rovigo       | 6-6  |
|       |                         |      |

|       | 8ª/19ª giornata         |      |
| ----- | ----------------------- | ---- |
| 9-9   | Bologna - Parma         | 4-17 |
| 4-0   | Brescia - Frascati      | 0-20 |
| 6-4   | Rovigo - L'Aquila       | 6-6  |
| 18-0  | Petrarca - CUS Roma     | 23-7 |
| 26-17 | Treviso - CUS Genova    | 3-38 |
| 16-11 | Rugby Roma - Fiamme Oro | 0-20 |
|       |                         |      |

|      | 11ª/22ª giornata      |       |
| ---- | --------------------- | ----- |
| 15-3 | CUS Genova - Brescia  | 20-0  |
| 22-6 | Frascati- Bologna     | 17-6  |
| 19-6 | CUS Roma - Treviso    | 6-26  |
| 0-3  | Parma - Rovigo        | 10-16 |
| 0-13 | Rugby Roma - L'Aquila | 12-13 |
| 14-6 | Petrarca - Fiamme Oro | 10-10 |

|       | 3ª/14ª giornata       |       |
| ----- | --------------------- | ----- |
| 18-10 | Bologna - Treviso     | 0-37  |
| 14-9  | Frascati - CUS Roma   | 13-11 |
| 17-6  | Fiamme Oro - Rovigo   | 13-9  |
| 14-0  | L'Aquila - Parma      | 4-12  |
| 13-3  | Rugby Roma - Brescia  | 15-14 |
| 16-13 | Petrarca - CUS Genova | 6-17  |
|       |                       |       |

|       | 6ª/17ª giornata       |      |
| ----- | --------------------- | ---- |
| 0-41  | Bologna - Petrarca    | 0-42 |
| 3-6   | Treviso - Frascati    | 6-36 |
| 12-6  | Fiamme Oro - L'Aquila | 7-3  |
| 21-25 | Rugby Roma - CUS Roma | 11-3 |
| 4-0   | Rovigo - Brescia      | 3-0  |
| 24-36 | Parma - CUS Genova    | 0-33 |
|       |                       |      |

|       | 9ª/20ª giornata         |       |
| ----- | ----------------------- | ----- |
| 9-7   | Bologna - Brescia       | 12-38 |
| 22-10 | CUS Genova - Rugby Roma | 22-19 |
| 16-10 | Fiamme Oro - Frascati   | 10-19 |
| 18-9  | CUS Roma - Rovigo       | 3-36  |
| 22-3  | L'Aquila - Treviso      | 0-22  |
| 3-26  | Parma - Petrarca        | 3-51  |

## Classifica
|               |     | Squadra    | G  | V  | N | P  | PF  | PS  | Pt |
| ------------- | --- | ---------- | -- | -- | - | -- | --- | --- | -- |
|               | 1.  | Petrarca   | 22 | 17 | 3 | 2  | 446 | 133 | 37 |
|               | 2.  | CUS Genova | 22 | 17 | 0 | 5  | 358 | 173 | 34 |
|               | 3.  | Fiamme Oro | 22 | 15 | 2 | 5  | 263 | 131 | 32 |
|               | 4.  | Rovigo     | 22 | 14 | 2 | 6  | 225 | 159 | 30 |
|               | 5.  | Frascati   | 22 | 13 | 1 | 8  | 248 | 208 | 27 |
|               | 6.  | Treviso    | 22 | 9  | 2 | 11 | 210 | 259 | 20 |
|               | 7.  | L’Aquila   | 22 | 8  | 2 | 12 | 233 | 185 | 18 |
|               | 8.  | Rugby Roma | 22 | 8  | 1 | 13 | 218 | 246 | 17 |
|               | 9.  | CUS Roma   | 22 | 8  | 1 | 13 | 176 | 258 | 17 |
|               | 10. | Parma      | 22 | 7  | 2 | 13 | 159 | 318 | 16 |
| Retrocessione | 11. | Brescia    | 22 | 5  | 1 | 16 | 134 | 226 | 10 |
| Retrocessione | 12. | Bologna    | 22 | 2  | 1 | 19 | 85  | 469 | 4  |

## Verdetti
- Petrarca: campione d'Italia
- Brescia, Bologna : retrocesse in serie B